# Diego Girolamo Maderni
Diego Girolamo Maderni OFMCap (* um 1700 in Capolago; er wurde am 25. September 1725 erstmals erwähnt; † 20. August 1761 in Lugano) war ein Schweizer Kapuziner.

## Leben
Diego Girolamo Maderni entstammte einer Familie, die in Capolago seit der ersten Hälfte des 14. Jahrhunderts belegt ist.
1725 legte er seine Profess bei den Kapuzinern der Mailänder Ordensprovinz ab, zu denen bis 1786 auch die Tessiner Kapuziner gehörten. In der darauffolgenden Zeit war er anfangs Prediger, wurde dann Lehrer der Theologie in Mailand und in Lugano sowie Guardian in Como und in Mailand.
1760 erfolgte seine Ernennung zum Provinzialminister der Mailänder Kapuziner.
Diego Girolamo Maderni war auch Mitautor der 56 Sonette die 1757 in Lugano als Per le litanie della Beata Vergine Maria erschienenen Marienlitaneien.